# Gonimbrasia belina
Gonimbrasia belina (лат.) — южноафриканский вид павлиноглазок. Бабочки большие (размах крыльев 120 мм). Гусеницы съедобны и употребляются человеком в пищу. В Южной Африке деликатесом считаются жареные или копчёные гусеницы, которые стоят здесь в 4 раза дороже обычного мяса.

## Распространение
Распространён в Южной Африке, Анголе, Ботсване, Малави, Мозамбике, Намибии, Замбии и Зимбабве.

## Использование человеком
Из-за высокого содержания белка этих гусениц употребляют в пищу, в жареном или сушёном виде. Кроме того, из них готовят «суп из червей мопане». Коконы гусениц используют для выработки шёлка. Сбор гусениц мопане является важным источником доходов для многих жителей юга Африки.

## Галерея

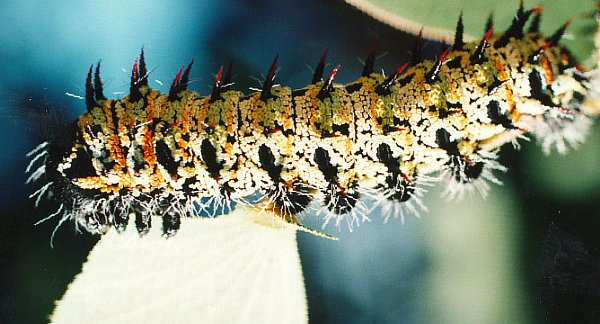
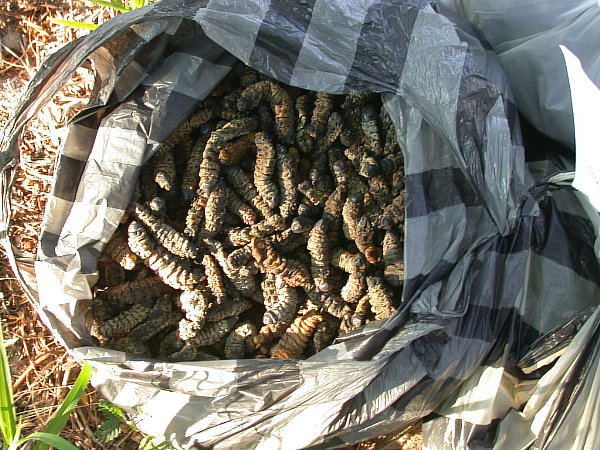
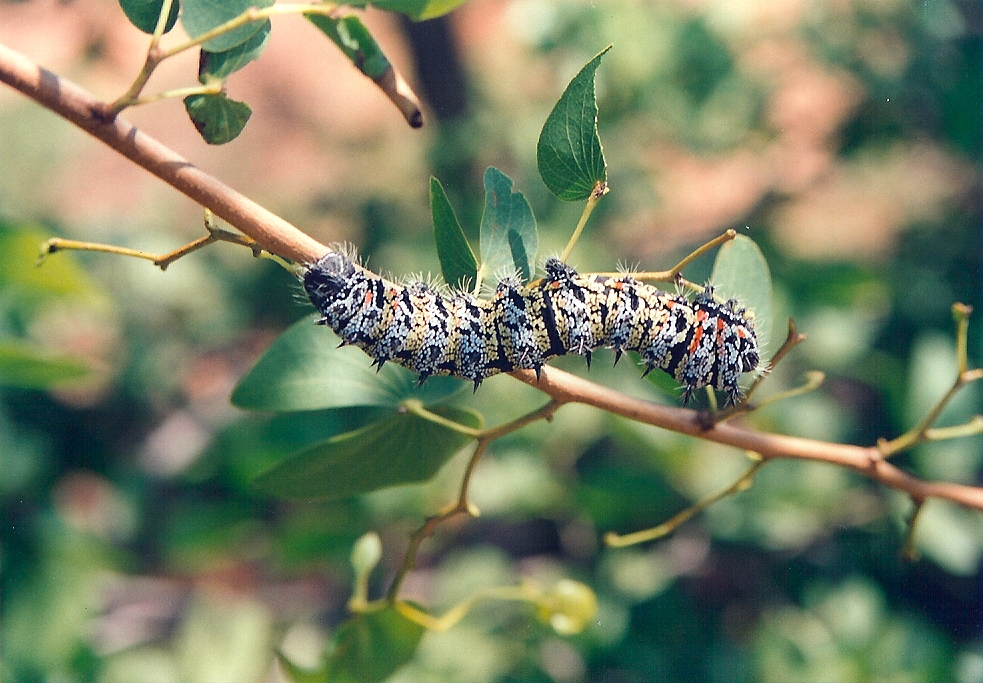